# Rezerwat przyrody Jaskinia Raj
Rezerwat przyrody Jaskinia Raj – rezerwat przyrody nieożywionej na terenie Chęcińsko-Kieleckiego Parku Krajobrazowego w Chęcinach, w gminie Chęciny, w powiecie kieleckim, w województwie świętokrzyskim.
- Powierzchnia: 7,83 ha[2] (akt powołujący podawał 7,76 ha)
- Rok utworzenia: 1968
- Dokument powołujący: Zarządzenie Ministra Leśnictwa i Przemysłu Drzewnego (obecnie Ministerstwo Środowiska) z 5 października 1968; MP. 44/1968, poz. 316
- Numer ewidencyjny WKP: 034
- Charakter rezerwatu: częściowy
- Przedmiot ochrony: wychodnie wapieni dewońskich, Jaskinia Raj z najbogatszą w Polsce szatą naciekową oraz namuliska z cennymi zabytkami archeologicznymi.

W skład rezerwatu, oprócz jaskini, wchodzi też fragment rosnącego w jej otoczeniu około stuletniego boru sosnowego. W podszycie rosną: dąb, grab, leszczyna, berberys i kilka gatunków róż. W runie leśnym występuje wiele gatunków roślin chronionych np. wawrzynek wilczełyko, bluszcz pospolity, widłak jałowcowaty, sasanka łąkowa i lilia złotogłów.
Przez rezerwat przechodzi  czerwony szlak turystyczny z Kielc do Chęcin oraz  Rowerowy Szlak Architektury Obronnej.

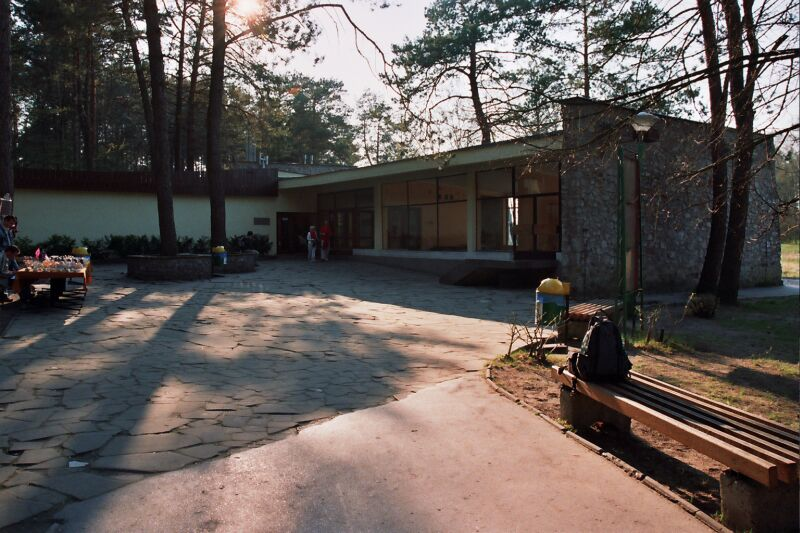
Jaskinia Raj – wejście